# Olympische Geschichte der Vereinigten Staaten
| Gelbes Symbol für Goldmedaillen mit stilisierten Olympischen Ringen | Graues Symbol für Silbermedaillen mit stilisierten Olympischen Ringen | Braundes Symbol für Bronzemedaillen mit stilisierten Olympischen Ringen |
| ------------------------------------------------------------------- | --------------------------------------------------------------------- | ----------------------------------------------------------------------- |
| 1080                                                                | 871                                                                   | 754                                                                     |

Die Vereinigten Staaten von Amerika, deren NOK, das United States Olympic Committee, 1894 gegründet und im Jahr der Gründung des IOC von diesem anerkannt wurde, nehmen bereits seit 1896 an Olympischen Sommerspielen teil. Seit 1924 werden auch Sportler zu Winterspielen entsandt. Die Vereinigten Staaten waren bislang 16-mal erfolgreichste Nation im Sommer und einmal im Winter. Sie sind damit auch insgesamt erfolgreichste Sportnation bei Olympischen Spielen.

## Geschichte
Die Vereinigten Staaten waren bereits achtmal Austragungsort für Olympische Spiele. 1904, 1932, 1984 und 1996 wurden an verschiedenen Orten die Sommerspiele und 1932, 1960, 1980 und 2002 die Winterspiele ausgetragen. Dabei war Lake Placid mit 1932 und 1980 zweimal Austragungsort der Winterspiele.
Insgesamt traten 9288 Athleten, unter ihnen 2426 Frauen, an. Sportler aus den Vereinigten Staaten konnten bislang 2680 Medaillen gewinnen, davon 2390 bei Sommer- und 280 bei Winterspielen. Erfolgreichster Athlet ist der Schwimmer Michael Phelps, der insgesamt 22 olympische Medaillen gewann. Erster Medaillengewinner war Bob Garrett, der bei den Olympischen Sommerspielen 1896 insgesamt vier Medaillen gewann. Erfolgreichste Sportarten sind Leichtathletik im Sommer mit 320 Gold-, 250 Silber- und 196 Bronzemedaillen und Eisschnelllauf im Winter mit 29 Gold-, 22 Silber- und 16 Bronzemedaillen. 2010 stellte man mit 37 Gesamtmedaillen einen neuen Allzeitrekord auf.
Jüngstes Mitglied einer Mannschaft aus den Vereinigten Staaten war 1928 die Wasserspringerin Dorothy Poynton-Hill, die im Alter von 13 Jahren an den Start ging. Der Bogenschütze Thomas Scott war 1904 im Alter von 71 Jahren der älteste Teilnehmer in der US-amerikanischen Olympiageschichte.

## Übersicht der Teilnehmer

### Sommerspiele
| Jahr                | Flaggenträger         | Teilnehmer      | Männer          | Frauen          | Sportarten      | Goldmedaillen   | Silbermedaillen | Bronzemedaillen | Gesamt          |
| ------------------- | --------------------- | --------------- | --------------- | --------------- | --------------- | --------------- | --------------- | --------------- | --------------- |
| 1896 Athen          |                       | 14              | 14              |                 | 3               | 11              | 7               | 2               | 20              |
| 1900 Paris          |                       | 75              | 68              | 7               | 10              | 19              | 14              | 15              | 48              |
| 1904 St. Louis      |                       | 526             | 520             | 6               | 18              | 76              | 78              | 77              | 231             |
| 1906 Athen          | Matthew Halpin        | 38              | 38              |                 | 5               | 12              | 12              | 6               | 30              |
| 1908 London         | Ralph Rose            | 122             | 122             |                 | 10              | 23              | 12              | 12              | 47              |
| 1912 Stockholm      | George Bonhag         | 174             | 174             |                 | 11              | 26              | 19              | 19              | 64              |
| 1920 Antwerpen      | Pat McDonald          | 288             | 274             | 14              | 18              | 41              | 27              | 27              | 95              |
| 1924 Paris          | Pat McDonald          | 299             | 275             | 24              | 18              | 45              | 27              | 27              | 99              |
| 1928 Amsterdam      | Bud Houser            | 280             | 236             | 44              | 15              | 22              | 18              | 16              | 56              |
| 1932 Los Angeles    | Morgan Taylor         | 474             | 400             | 74              | 17              | 44              | 36              | 30              | 110             |
| 1936 Berlin         | Alfred Jochim         | 359             | 313             | 46              | 21              | 24              | 21              | 12              | 57              |
| 1948 London         | Ralph Craig           | 300             | 262             | 38              | 19              | 38              | 27              | 19              | 84              |
| 1952 Helsinki       | Norman Cohn-Armitage  | 286             | 245             | 41              | 18              | 40              | 19              | 17              | 76              |
| 1956 Melbourne      | Norman Cohn-Armitage  | 305             | 258             | 47              | 19              | 32              | 25              | 17              | 74              |
| 1960 Rom            | Rafer Johnson         | 292             | 241             | 51              | 17              | 34              | 21              | 16              | 71              |
| 1964 Tokio          | Parry O’Brien         | 346             | 267             | 79              | 19              | 36              | 26              | 28              | 90              |
| 1968 Mexiko-Stadt   | Janice Romary         | 357             | 274             | 83              | 18              | 45              | 28              | 34              | 107             |
| 1972 München        | Olga Connolly         | 400             | 316             | 84              | 21              | 33              | 31              | 30              | 94              |
| 1976 Montreal       | Gary Hall             | 396             | 278             | 118             | 19              | 34              | 35              | 25              | 94              |
| 1980 Moskau         | keine Teilnahme       | keine Teilnahme | keine Teilnahme | keine Teilnahme | keine Teilnahme | keine Teilnahme | keine Teilnahme | keine Teilnahme | keine Teilnahme |
| 1984 Los Angeles    | Ed Burke              | 522             | 338             | 183             | 25              | 83              | 61              | 30              | 174             |
| 1988 Seoul          | Evelyn Ashford        | 527             | 331             | 195             | 27              | 36              | 31              | 27              | 94              |
| 1992 Barcelona      | Francie Larrieu Smith | 545             | 355             | 189             | 28              | 37              | 34              | 37              | 108             |
| 1996 Atlanta        | Bruce Baumgartner     | 647             | 375             | 272             | 31              | 44              | 32              | 25              | 101             |
| 2000 Sydney         | Cliff Meidl           | 586             | 333             | 253             | 31              | 37              | 24              | 32              | 93              |
| 2004 Athen          | Dawn Staley           | 533             | 279             | 254             | 31              | 36              | 39              | 26              | 101             |
| 2008 Peking         | Lopez Lomong          | 588             | 306             | 282             | 32              | 36              | 38              | 36              | 110             |
| 2012 London         | Mariel Zagunis        | 530             | 262             | 268             | 31              | 46              | 28              | 29              | 103             |
| 2016 Rio de Janeiro | Michael Phelps        | 554             | 262             | 292             | 31              | 46              | 37              | 38              | 121             |

### Winterspiele
| Jahr                        | Flaggenträger     | Teilnehmer | Männer | Frauen | Sportarten | Goldmedaillen | Silbermedaillen | Bronzemedaillen | Gesamt |
| --------------------------- | ----------------- | ---------- | ------ | ------ | ---------- | ------------- | --------------- | --------------- | ------ |
| 1924 Chamonix               | Clarence Abel     | 24         | 22     | 2      | 6          | 1             | 2               | 1               | 4      |
| 1928 St. Moritz             | Godfrey Dewey     | 24         | 21     | 3      | 7          | 2             | 2               | 2               | 6      |
| 1932 Lake Placid            | Billy Fiske       | 65         | 58     | 6      | 8          | 6             | 4               | 2               | 12     |
| 1936 Garmisch-Partenkirchen | Rolf Monsen       | 55         | 46     | 9      | 8          | 1             |                 | 3               | 4      |
| 1948 St. Moritz             | Jack Heaton       | 69         | 59     | 10     | 9          | 3             | 4               | 2               | 9      |
| 1952 Oslo                   | James Bickford    | 66         | 56     | 10     | 8          | 4             | 6               | 1               | 11     |
| 1956 Cortina d’Ampezzo      | James Bickford    | 67         | 57     | 10     | 8          | 2             | 3               | 2               | 7      |
| 1960 Squaw Valley           | Donald McDermott  | 79         | 61     | 18     | 8          | 3             | 4               | 3               | 10     |
| 1964 Innsbruck              | Bill Disney       | 90         | 71     | 19     | 10         | 1             | 2               | 4               | 7      |
| 1968 Grenoble               | Richard McDermott | 76         | 55     | 21     | 10         | 1             | 5               | 1               | 7      |
| 1972 Sapporo                | Dianne Holum      | 103        | 77     | 26     | 10         | 3             | 2               | 3               | 7      |
| 1976 Innsbruck              | Cindy Nelson      | 106        | 76     | 30     | 10         | 3             | 3               | 4               | 10     |
| 1980 Lake Placid            | Scott Hamilton    | 101        | 76     | 25     | 10         | 6             | 4               | 2               | 12     |
| 1984 Sarajevo               | Frank Masley      | 107        | 77     | 30     | 10         | 4             | 4               |                 | 8      |
| 1988 Calgary                | Lyle Nelson       | 118        | 86     | 31     | 11         | 2             | 1               | 3               | 6      |
| 1992 Albertville            | Bill Koch         | 147        | 97     | 50     | 12         | 5             | 4               | 2               | 11     |
| 1994 Lillehammer            | Cammy Myler       | 147        | 95     | 52     | 12         | 6             | 5               | 2               | 13     |
| 1998 Nagano                 | Eric Flaim        | 186        | 105    | 81     | 14         | 6             | 3               | 4               | 13     |
| 2002 Salt Lake City         | Amy Peterson      | 202        | 115    | 87     | 15         | 10            | 13              | 11              | 34     |
| 2006 Turin                  | Chris Witty       | 204        | 117    | 87     | 15         | 9             | 9               | 7               | 25     |
| 2010 Vancouver              | Mark Grimmette    | 212        | 120    | 92     | 15         | 9             | 15              | 13              | 37     |
| 2014 Sotschi                | Todd Lodwick      | 223        | 122    | 101    | 15         | 9             | 9               | 10              | 28     |